# Vérfű
A vérfű (Sanguisorba) a rózsafélék (Rosaceae) családjához tartozó növénynemzetség. Kb. 25-30 faj tartozik jelenleg (2015) a nemzetségbe, melyek az északi félteke mérsékelt éghajlatán honosak.

## Leírás
Évelő lágyszárúak vagy kisebb cserjék. Leveik páratlanul szárnyasan összetettek, a levélkék fűrészes szélűek. Egy nagyobb és két kisebb csészelevelük van, a szirom hiányzik, négy porzójuk van. A virágzat fejecske, a termés aszmag.

## Fajok
- Sanguisorba albanica Andr s. & J v.
- Sanguisorba albiflora (Makino) Makino
- Sanguisorba alpina Bunge
- Sanguisorba ancistroides (Desf.) Ces.
- Sanguisorba annua (Nutt. ex Hook.) Torr. & A.Gray
- Sanguisorba applanata T.T.Yu & C.L.Li
- Sanguisorba azovtsevii Krasnob. & Pshenich.
- Sanguisorba canadensis L.
- Sanguisorba cretica Hayek
- Sanguisorba diandra (Hook.f.) Nordborg
- Sanguisorba dodecandra Moretti
- Sanguisorba filiformis (Hook.f.) Hand.-Mazz.
- Sanguisorba hakusanensis Makino
- Sanguisorba hybrida (L.) Font Quer
- Sanguisorba japonensis (Makino) Kud
- Sanguisorba × kishinamii Honda
- Sanguisorba lateriflora (Coss.) A.Braun & C.D.Bouch
- Sanguisorba minor Scop. – Kis vérfű
- Sanguisorba obtusa Maxim.
- Sanguisorba occidentalis Nutt. ex Torr. & A.Gray
- Sanguisorba officinalis L. – őszi vérfű
- Sanguisorba × poroshirensis S.Watan.
- Sanguisorba riparia Juz.
- Sanguisorba rupicola (Boiss. & Reut.) A.Braun & C.D.Bouch
- Sanguisorba × tenuifolia Fisch. ex Link
- Sanguisorba verrucosa (Link ex G.Don) Ces.

## Fordítás
Ez a szócikk részben vagy egészben  a   Sanguisorba című angol Wikipédia-szócikk ezen változatának fordításán alapul.  Az eredeti cikk szerkesztőit annak laptörténete sorolja fel. Ez a jelzés csupán a megfogalmazás eredetét és a szerzői jogokat jelzi, nem szolgál a cikkben szereplő információk forrásmegjelöléseként.